# ATP-toernooi van Gijón
Het ATP-toernooi van Gijón is een tennistoernooi dat éénmalig georganiseerd werd onder verantwoording van Association of Tennis Professionals. Vanaf 2024 staat het toernooi weer op de agenda.

## Finales

### Enkelspel
| Jaar | Winnaar         | Finalist        | Uitslag  |
| ---- | --------------- | --------------- | -------- |
| 2022 | Andrej Roebljov | Sebastian Korda | 6-2, 6-3 |

### Dubbelspel
| Jaar | Winnaars                       | Runners-up                        | Uitslag               |
| ---- | ------------------------------ | --------------------------------- | --------------------- |
| 2022 | Máximo González Andrés Molteni | Nathaniel Lammons Jackson Withrow | 6-7(6) 7-6(4), [10-5] |

2022 · 2023 · 2024
ITF-toernooien (mannen en vrouwen)

ATP-toernooien (mannen) – ATP-seizoen 2025

WTA-toernooien (vrouwen) – WTA-seizoen 2025

Voormalige toernooien mannen
Voormalige toernooien vrouwen
Voormalige amateurtoernooien